# Venta de Baños-Burgos-Vitoria nagysebességű vasútvonal
A Venta de Baños - Burgos - Vitoria nagysebességű vasútvonal egy épülő nagysebességű vasútvonal a Venta de Baños csomópont és Vitoria állomás között, Burgos és Miranda de Ebro állomásokon keresztül, Spanyolországban. A nagysebességű spanyol nagyvasút északi/északnyugati ágának részét képezi majd, a Madrid Chamartín-Bilbao Abando Indalecio Prieto vonal részét képezi. A Venta de Baños-Burgos szakaszon a munkálatok várhatóan 2021-ben fejeződnek be, bár a vitoriai érkezésre vonatkozóan még nincs konkrét menetrend vagy projekt.
A Venta de Baños csomópont és Burgos közötti útvonalat az Európai Unió nagysebességű vasútvonalakra vonatkozó átjárhatósági műszaki előírásai szerint tervezték. A pálya 350 km/órás maximális sebességre lesz alkalmas, normál nyomtávú (1435 mm) és kétvágányú lesz, bár a Villamuriel de Cerrato- Soto de Cerrato mellékvonal között, valamint Soto de Cerrato és Burgos között a költségek csökkentése érdekében az első szakaszban egyvágányú pályát építenek ki.